# Sint-Petrusbasiliek (Boxtel)
De Sint-Petrusbasiliek te Boxtel is een laatgotische kruiskerk die gebouwd is in de 15e en 16e eeuw.
De kerk is gebouwd op een kerkheuvel, wat een kunstmatig opgeworpen heuvel is. Deze was oorspronkelijk eigendom van de Heer van Boxtel. De kunstmatige heuvel was nodig omdat het gebied, waarop de kerk gebouwd werd, te moerassig was door haar ligging nabij de Dommel.

## Geschiedenis
De oudste vermelding van de kerk dateert van 1293. Reeds in 1290 was sprake van een plebaan te Boxtel. Vermoedelijk is de eerste, romaanse, kerk omstreeks dit jaar gebouwd. Het is denkbaar, maar niet bewezen, dat op de heuvel oorspronkelijk een burcht heeft gestaan, die echter verlaten werd toen Willem I van Boxtel het Kasteel Stapelen verwierf.
In 1380 werd het Heilig Bloedwonder erkend, waardoor veel bedevaartgangers naar Boxtel kwamen. Daarom werd het koor van de kerk in de 14e eeuw in gotische stijl vergroot. Fundamenten hiervan zijn in 1918 ontdekt.
In de 15e eeuw werd met de bouw van de nieuwe, huidige, kerk begonnen. Men bouwde eerst een nieuwe toren, waarna de oude toren werd afgebroken en het schip van de nieuwe kerk werd gebouwd. Tufsteen van de romaanse kerk werd toegepast in de speklagen. Begin 16e eeuw werd ook het priesterkoor vergroot en van straalkapellen voorzien. Mogelijk vond dat al in 1491 plaats. De toren stamt waarschijnlijk uit 1469, toen een nieuwe luidklok werd aangeschaft.
In 1493 werd de kerk tot kapittelkerk verheven teneinde den goddelijcken dienst in de parochiale kercke van den dorpe van Boxtel (..) te vermeerderen. Het was het laatste kapittel dat in Brabant werd ingesteld. Het bestond uit negen kanunniken. Hiertoe moest uiteraard een koorgestoelte geplaatst worden.
In 1561 werd een nieuwe Heilig-Bloedkapel gebouwd.
In 1613 brandde de torenspits van de kerk af.
In 1648 werd de kerk door de hervormden overgenomen en kreeg een functie in de hervormde eredienst. Gezien het geringe aantal gelovigen raakte de kerk verwaarloosd en in 1660 stortte het schip in. Op 9 november 1800 stortte bovendien, tijdens een storm, nog een overeind gebleven muur van het schip in.
Hoewel de katholieken hun kerk in 1798 weer terugkregen ontstond er een twist over herbouw van de bestaande dan wel de bouw van een nieuwe kerk. Terwijl de Hervormden in 1812 een nieuw, door Hendrik Verhees ontworpen (en nog steeds bestaand), kerkgebouw betrokken, maakten de katholieken nog gebruik van hun schuurkerk. Pas in 1823 begonnen de katholieken met de herbouw, onder leiding van Gerrit Heessels. In 1827 werd de hernieuwde kerk ingewijd.
In 1840 werd begonnen met besprekingen tussen deken Franciscus de Wijs en orgelbouwer Franciscus Cornelius Smits. Het Smits-orgel werd in 1842 opgeleverd, maar de ornamenten waren pas in 1860 geheel voltooid. Het orgel telt evenveel orgelpijpen als het jaartal waarin het werd opgeleverd (1842).
In 1925 werd de kerk gerestaureerd en in de jaren 80 volgde de restauratie van de toren.
In 2011 is aan de Petruskerk door de Romeinse Congregatie voor de Goddelijke Eredienst de eretitel van basiliek toegekend. Daarmee werd deze kerk de 23ste basiliek in Nederland. Binnen de Rooms-Katholieke Kerk is de titel basiliek een eretitel voor bijzondere kerken. In 2012 volgde de toekenning van een wapen voor de basiliek.

## Gebouw
De kerk is een laatgotische kruisbasiliek. Het schip stamt uit het midden van de 15e eeuw, het dwarspand is uit de eerste helft van de 16e eeuw en het koor uit omstreeks 1500, waarin zich een kapel met sacristie bevindt. Het dwarspand vertoont speklagen van tufsteen en baksteen. Het interieur is witgepleisterd, er zijn kruisrib-, ster- en netgewelven zichtbaar.
De bakstenen toren wijkt af van de gebruikelijke Kempense gotiek. Zo zijn er geen steunberen. De spits is laat-16e-eeuws en aan de zuidzijde is een portaal uit het midden van de 16e eeuw.
Het interieur bevat weinig kunstvoorwerpen, maar van belang is het Smits-orgel uit 1842 en een 16e-eeuws beeld van de heilige Petrus. Daarnaast werden ingemetselde resten van een renaissance-doksaal uit 1608 ontdekt.

## Afbeeldingen

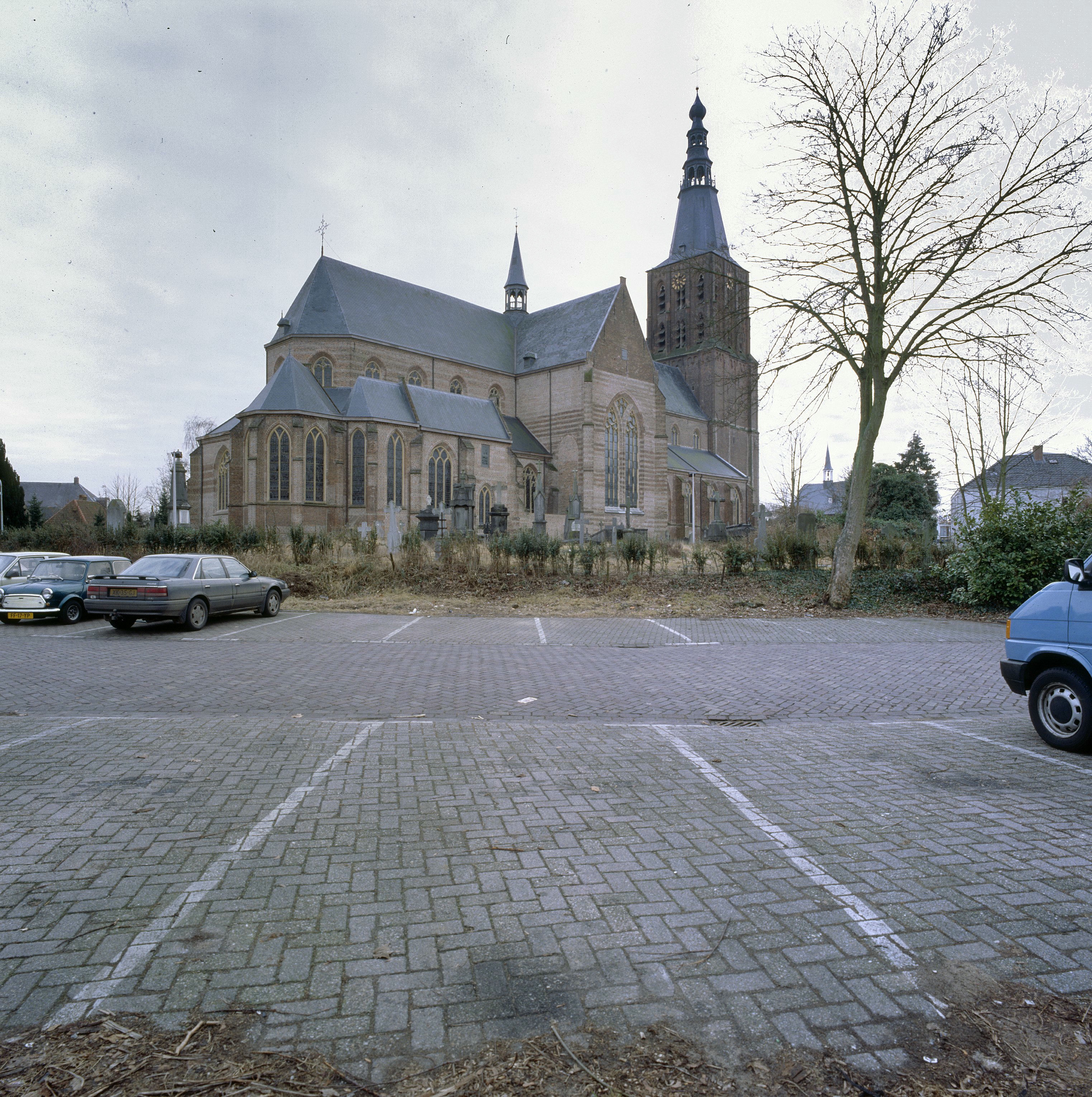
1997
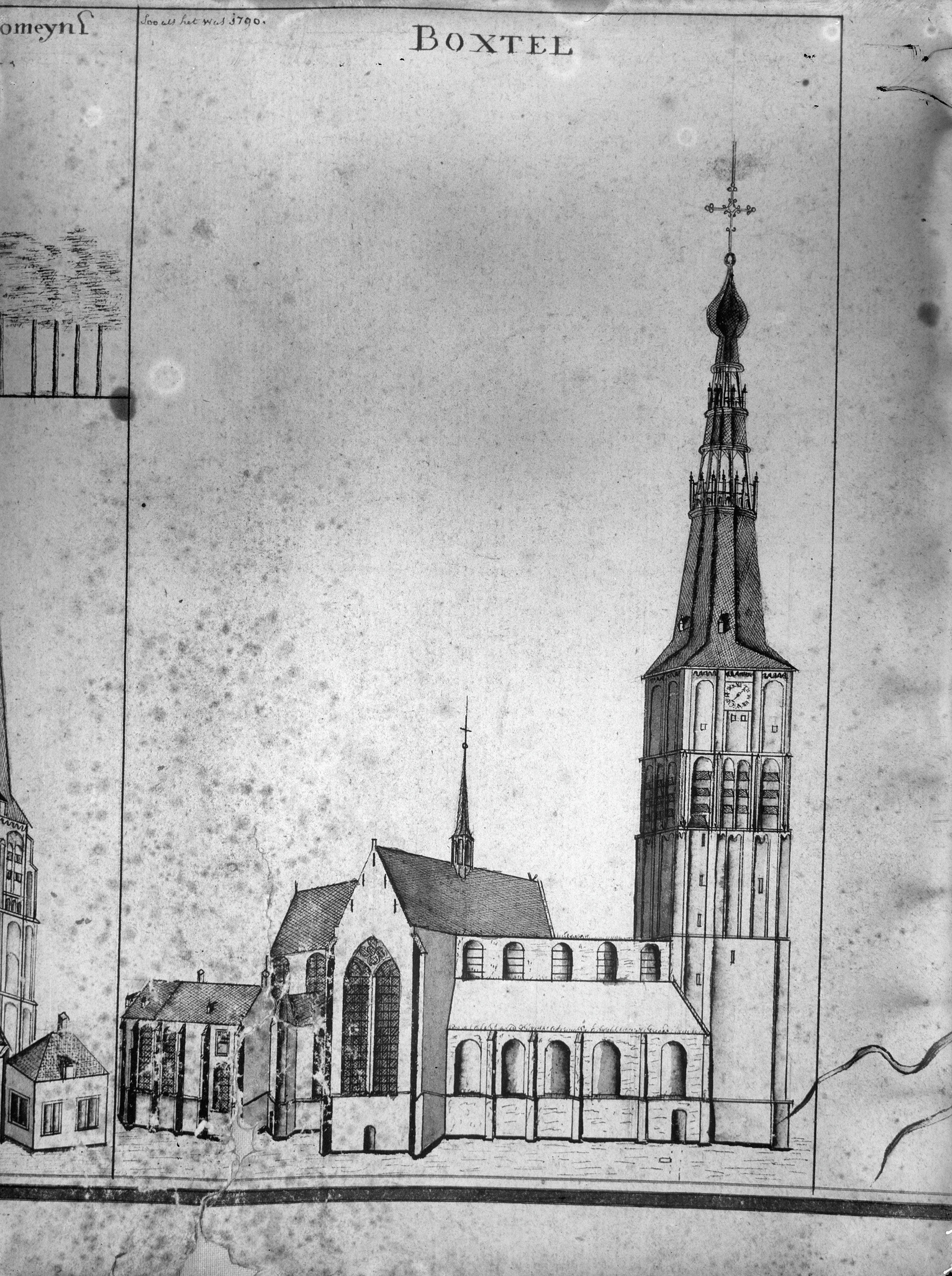
Tekening van de kerk
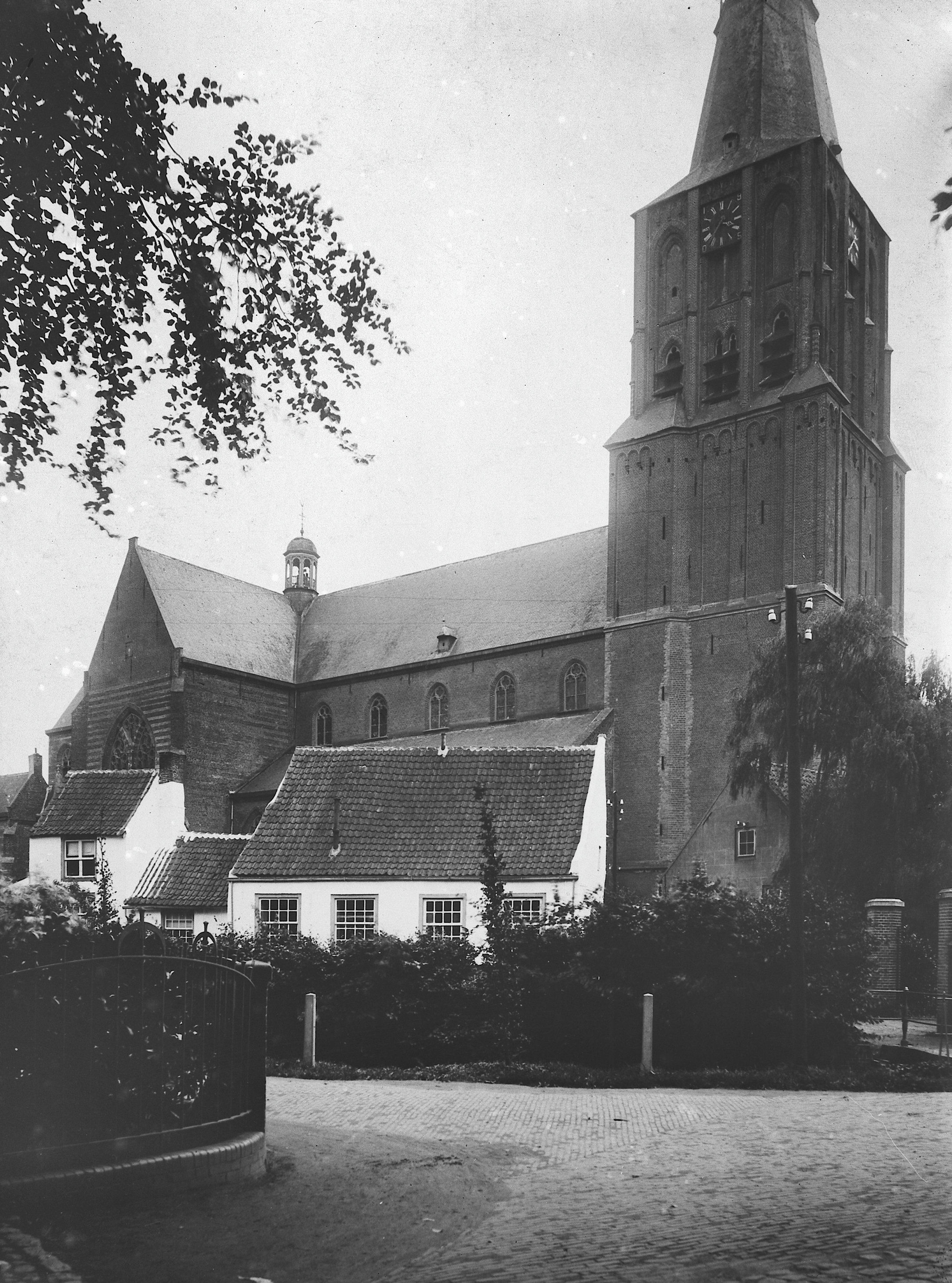
Noordgevel in 1918
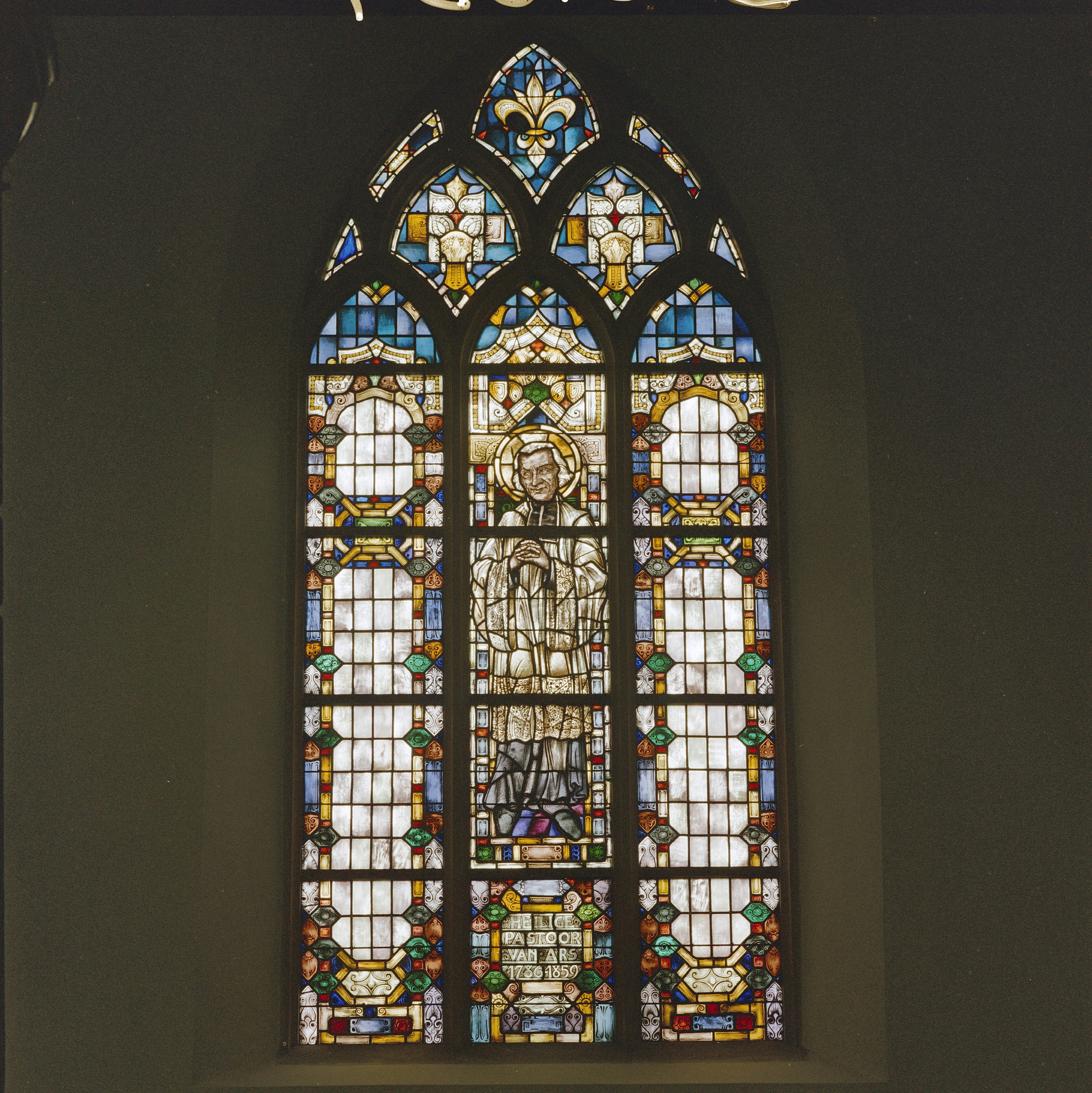
Glas in loodraam
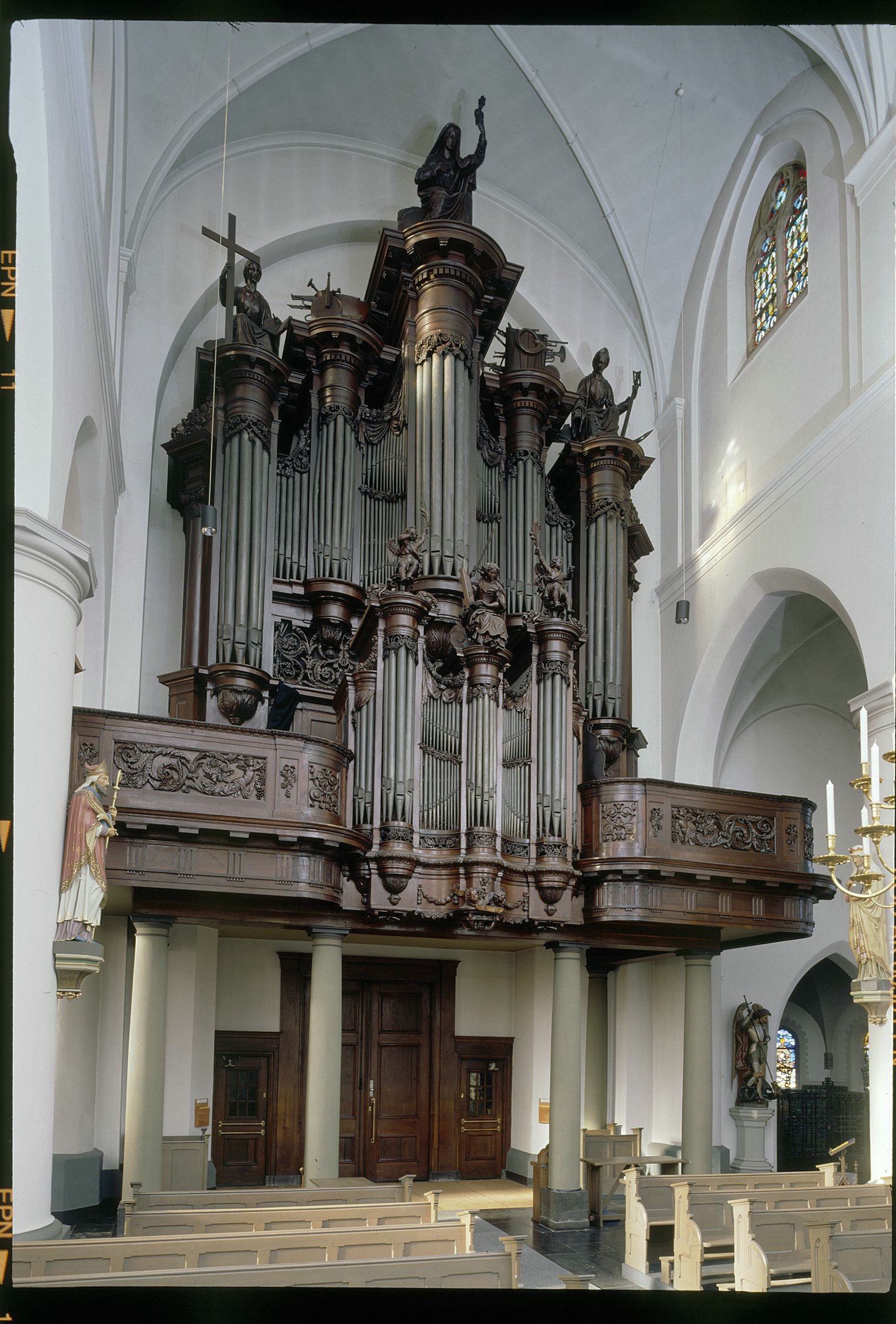
Orgel
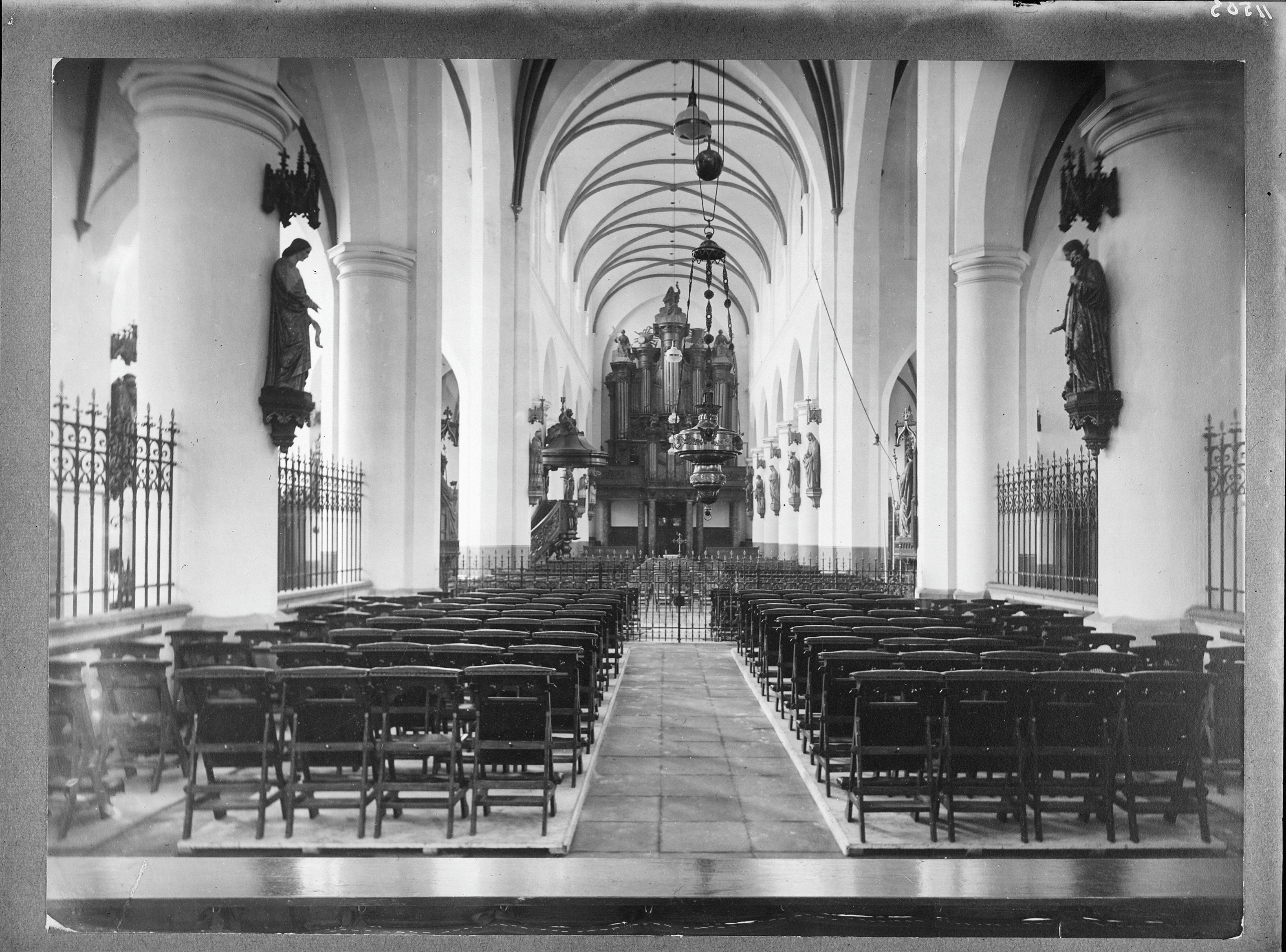
Interieur naar het noorden
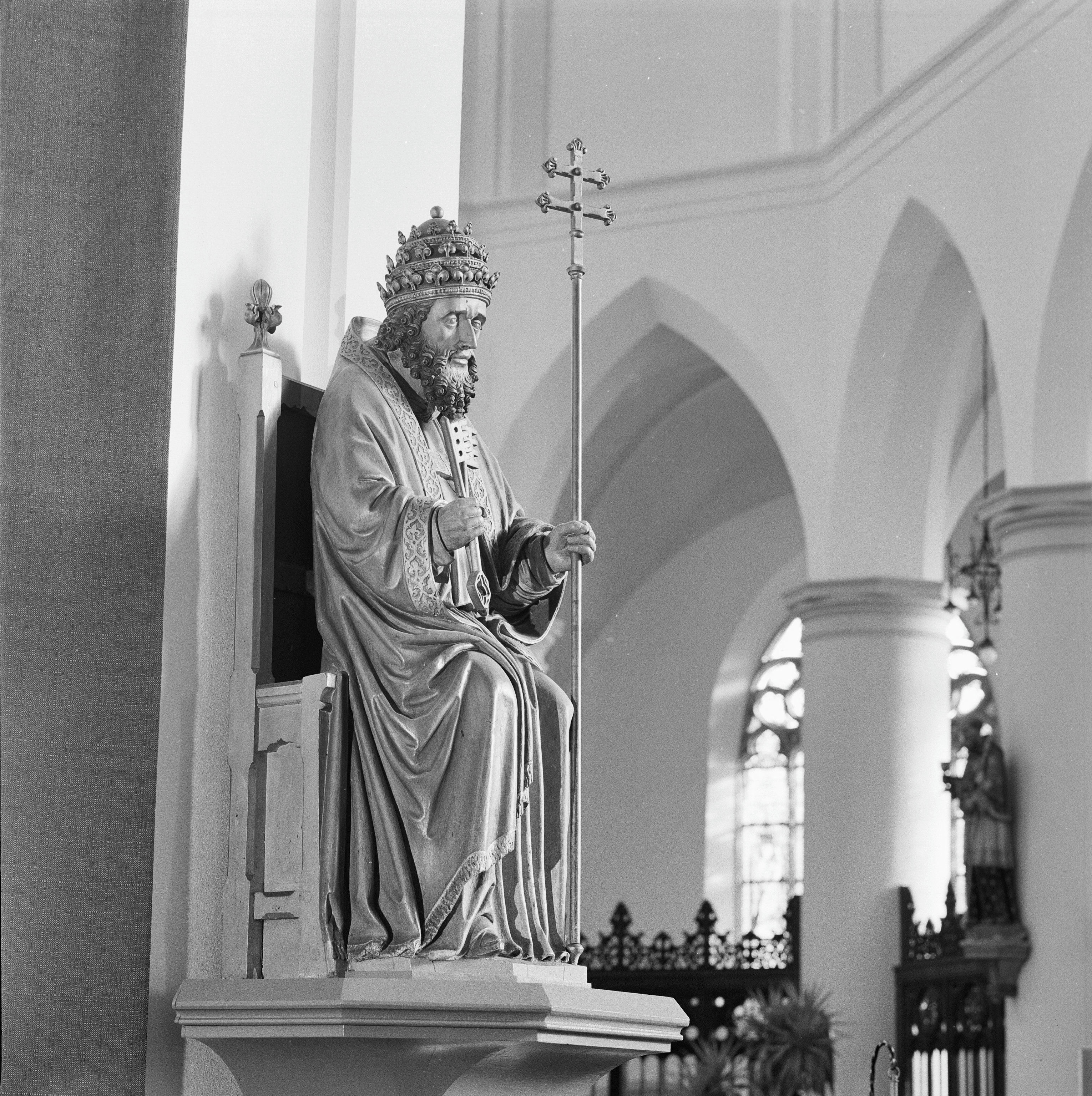
Houten beeld van Sint-Petrus
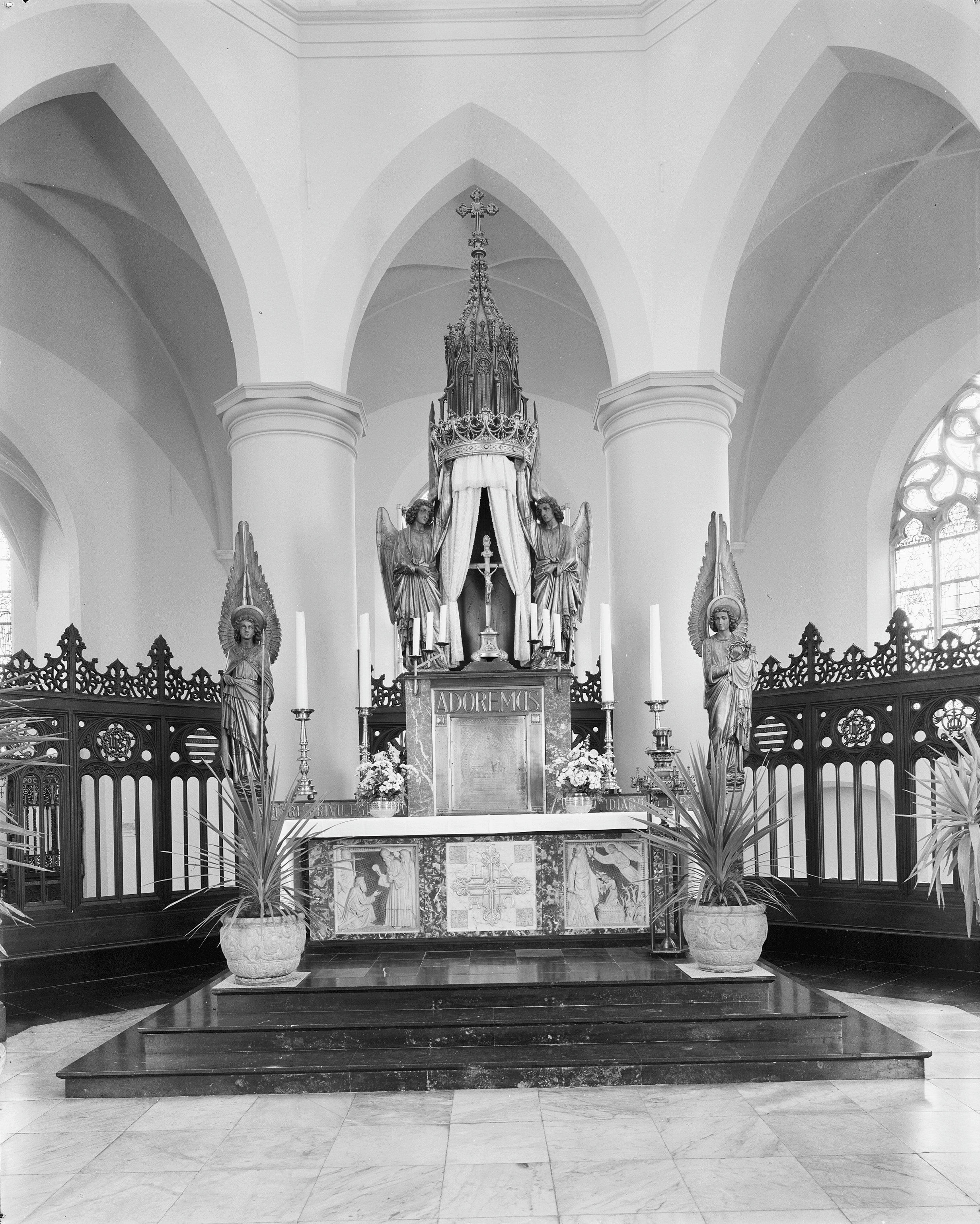
Hoogaltaar
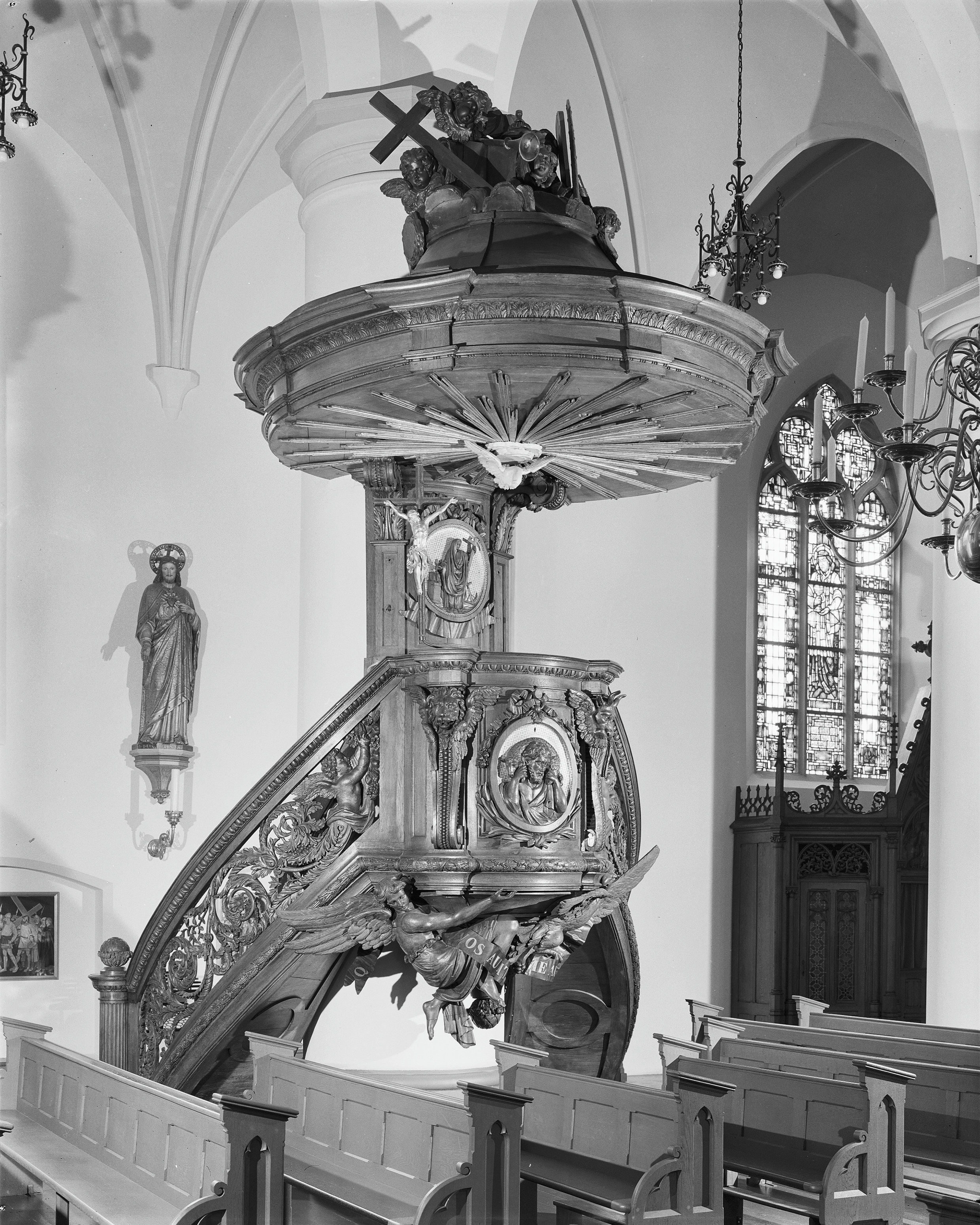
Preekstoel
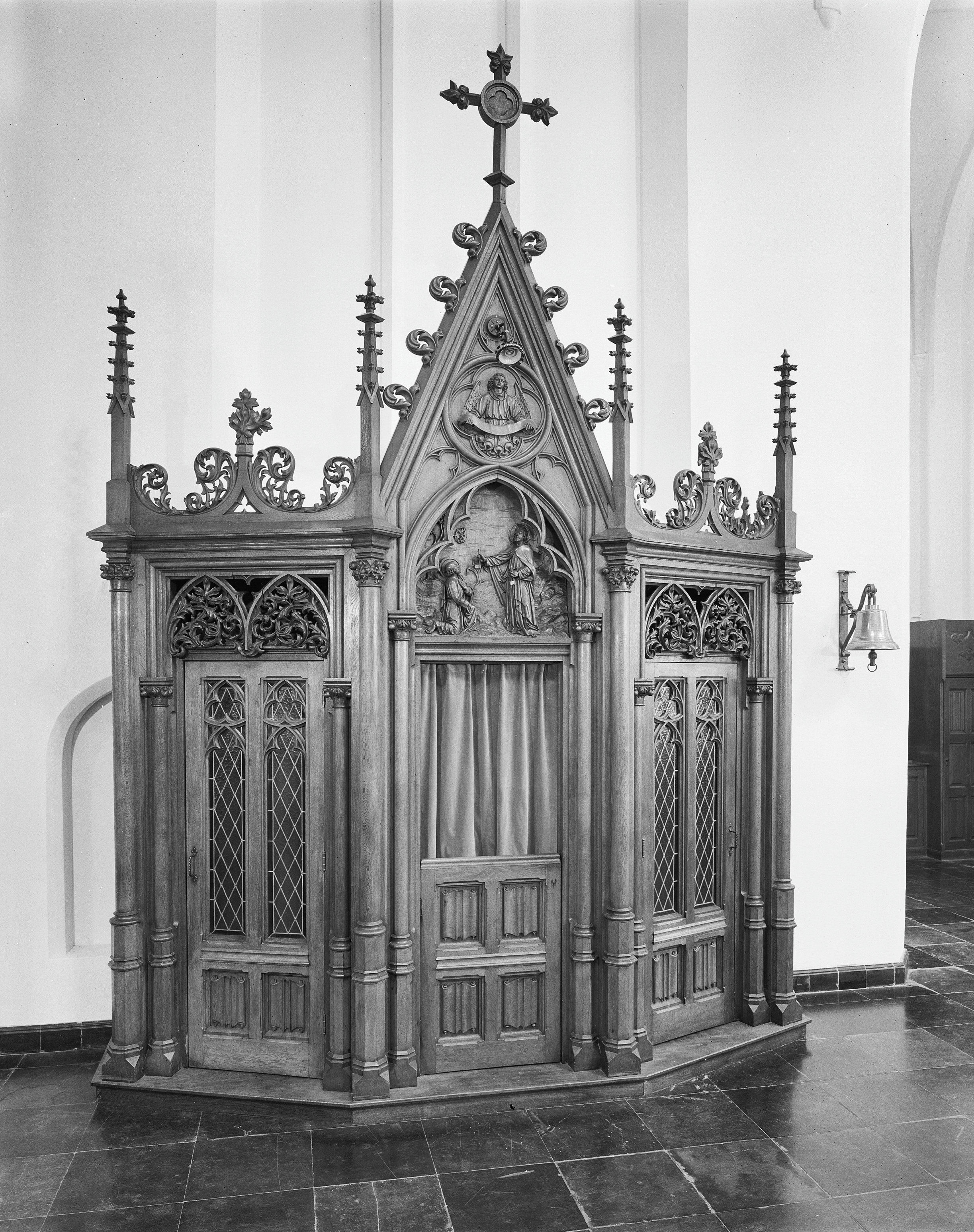
Biechtstoel